# Gemini 6A
Gemini 6 (oficialmente Gemini 6A) fue una misión espacial tripulada del programa Gemini, de la NASA, realizada en diciembre de 1965. Fue el quinto vuelo tripulado del programa Gemini, y el decimotercero del programa espacial estadounidense. El Gemini 6 realizó junto al Gemini 7, lanzado por las mismas fechas, la primera maniobra de encuentro espacial (rendezvous) entre dos naves tripuladas estadounidenses.
La cronología prevista para la misión Gemini 6 incluía el atraque con el vehículo Agena. Se emparejó a Thomas Stafford y Wally Schirra como piloto y comandante, respectivamente, ambos figurando como la tripulación de reserva para Gemini 3 y como tripulación principal para Gemini 6.: 50 El 25 de octubre de 1965, Schirra y Stafford se encontraban ya en el interior del Gemini 6 antes del lanzamiento cuando el Agena explotó durante su ascenso. La misión original fue cancelada y se rediseñó Gemini 6 para acoplarse esta vez con la misión de larga duración Gemini 7. El 4 de diciembre de 1965, Gemini 7 se lanzó al espacio. Ocho días más tarde, Gemini 6 sufrió un apagón inmediato de los motores tras la ignición. Schirra y Stafford no llegaron a eyectarse, mientras que la causa del apagado se atribuyó a un fallo eléctrico y a un tapón que obstruía una de las vías de combustible.: 64–72 

Finalmente, el 15 de diciembre de 1965, Gemini 6 despegó para atracar con Gemini 7. Las dos cápsulas permanecieron unidas por sus bases durante unas cinco horas, logrando así el primer encuentro espacial de la Historia. Gemini 6 amerizó el 16 de diciembre, recuperada por el buque USS Wasp.: 70–76 

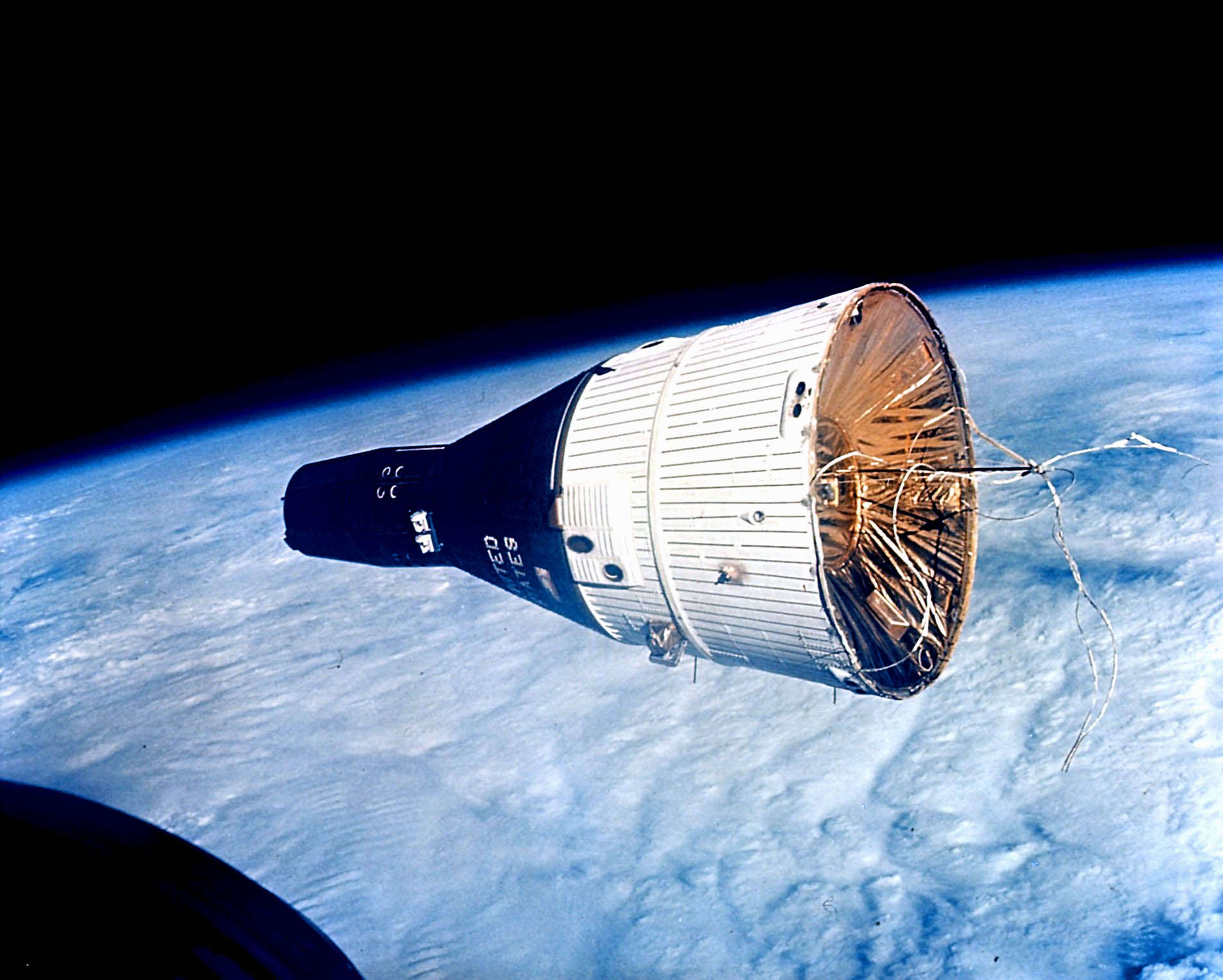
Gemini 6 visto desde el Gemini 7.

## Tripulación
- Walter Schirra, Comandante
- Thomas Stafford, Piloto

### Tripulación de reemplazo
- Virgil I. Grissom
- John W. Young